# Lanxess

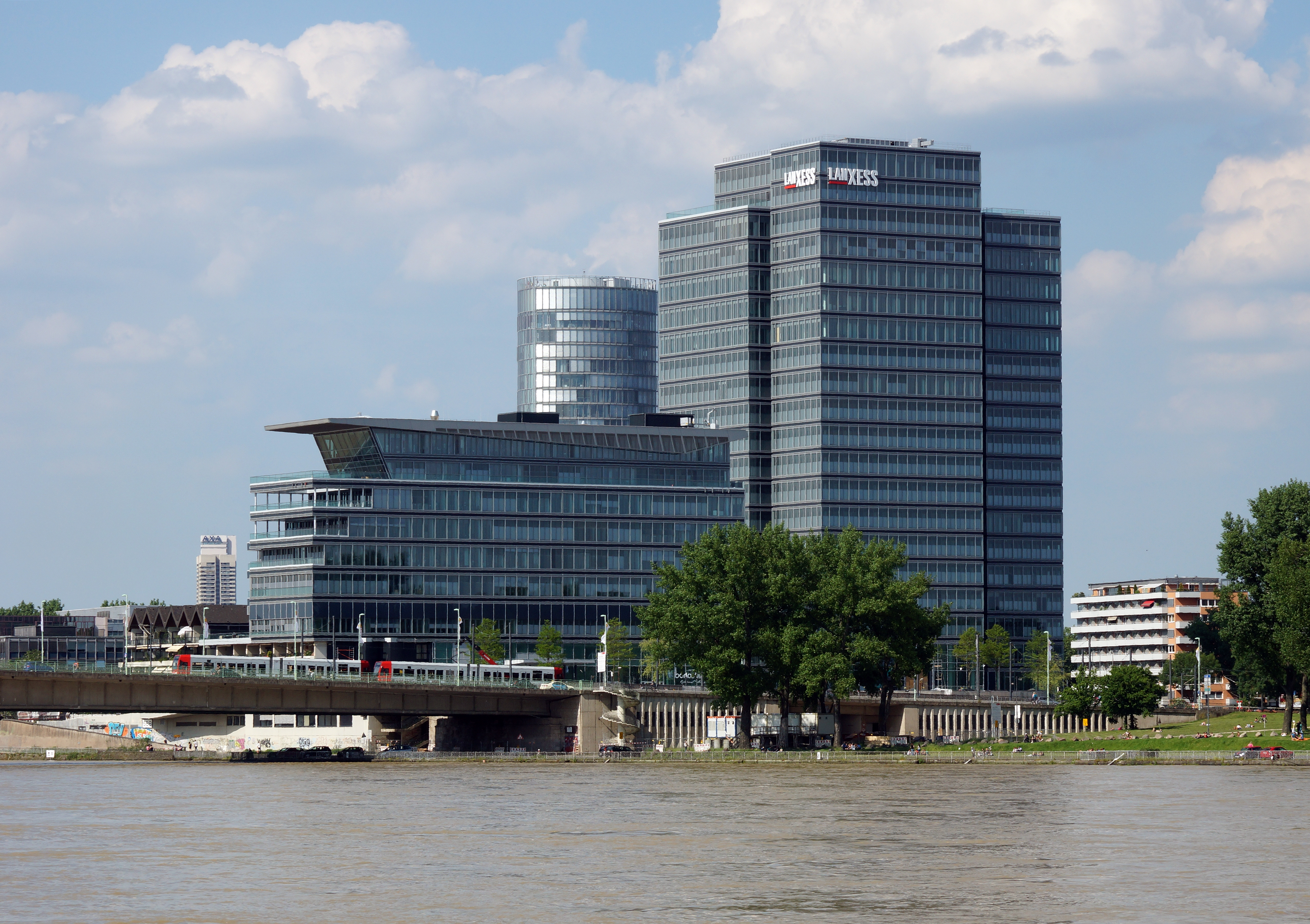
maxCologne, Lanxess Tower, Firmensitz in Köln seit 2013

Die Lanxess Aktiengesellschaft (Eigenschreibweise LANXESS) mit Sitz in Köln ist ein Spezialchemie-Konzern. Der Konzern entstand 2004 durch Ausgliederung der Chemie- und von Teilen der Polymersparte der Bayer AG. Das Kerngeschäft von Lanxess bilden Entwicklung, Herstellung und Vertrieb von chemischen Zwischenprodukten, Additiven, Spezialchemikalien und Kunststoffen. Lanxess wird in den Nachhaltigkeitsindizes Dow Jones Sustainability Index und FTSE4Good geführt. Am Umsatz gemessen war Lanxess im Jahr 2017 der fünftgrößte Chemiekonzern in Deutschland. Die Aktien des Unternehmens notieren an der Frankfurter Wertpapierbörse und sind Bestandteil des MDAX.

## Geschichte
Die Wurzeln des Unternehmens reichen letztlich bis ins Jahr 1863 zurück, dem Gründungsjahr der Bayer AG. Im November 2003 entschied der Bayer-Konzern im Rahmen einer großen Umstrukturierung weite Teile seiner Chemieaktivitäten und etwa ein Drittel des Polymergeschäfts in ein selbständiges Unternehmen auszugliedern. Am 1. Juli 2004 stellte sich Lanxess intern in den neuen Strukturen auf. Im November 2004 fand die außerordentliche Hauptversammlung der Bayer AG in Essen statt. Über 99 Prozent der anwesenden Vertreter des Kapitals stimmten für eine Abspaltung von Lanxess von Bayer.
Bei der Ausgliederung erhielten alle Bayer-Aktionäre pro zehn Bayer-Aktien kostenfrei eine neue Lanxess-Aktie. Vorstandsvorsitzender wurde Axel Heitmann.

### Name
Der Kunstname Lanxess setzt sich aus dem französischen Wort „lancer“ (in Gang bringen, lancieren) und dem englischen Wort „success“ (Erfolg) zusammen.

### Börsengang
Am 31. Januar 2005 ging Lanxess an die Börse. Die Erstnotiz der Aktie im Handel der Frankfurter Börse erfolgte im Prime Standard. Um den Aktienindex DAX korrekt berechnen zu können, notierte das Unternehmen dabei für einen einzigen Tag im DAX, der damit zum ersten Mal in seiner Geschichte 31 Werte umfasste. Am nächsten Tag wurde dann die Gewichtung des Bayer-Konzerns mit Hilfe des Schlusskurses von Lanxess neu berechnet. Lanxess wurde im Juni 2005 in den MDAX aufgenommen. Von September 2012 bis September 2015 notierte die Aktie der Lanxess AG im DAX, dann stieg sie wieder in den MDAX ab.

### Restrukturierung und Neugestaltung
2006 wurde das Geschäft mit Feinchemikalien in die Saltigo GmbH ausgegliedert.
Das Dorlastan-Geschäft wurde 2006 an das japanische Unternehmen Asahi Kasei Fibers verkauft.
Die ISL-Chemie aus Kürten, die Pigmentpräparationen und Speziallacke herstellt, wurde für 20 Millionen Euro an die Schweizer Berlac AG aus Sissach veräußert.
Der Geschäftsbereich Paper wurde im Jahr 2006 für 88 Millionen Euro vom finnischen Chemiekonzern Kemira aus Helsinki übernommen.
Ebenfalls 2006 verkaufte Lanxess für 54 Millionen Euro die Business Unit Textile Processing Chemicals (ohne Nordamerika) an den niederländischen Investor Egeria. Das Nordamerika-Geschäft wurde an das Unternehmen StarChem abgegeben.
2007 ging aus dem ehemaligen Bereich der technischen Dienste die 100-prozentige Tochter Aliseca GmbH hervor.
Das Tochterunternehmen Borchers GmbH, das Additive für Lacke, Dispersions- und Druckfarben herstellt, wurde an die amerikanische OM Group verkauft. Im Juni brachte Lanxess seine Kunststoff-Tochtergesellschaft Lustran in ein Gemeinschaftsunternehmen mit dem britischen Chemiekonzern Ineos Ltd. ein. Im September 2009 übernahm Ineos den Lanxess-Anteil vollständig.
Im Jahr 2014 veräußerte der Konzern sein 100-prozentiges Tochterunternehmen Perlon-Monofil an die Serafin Unternehmensgruppe mit Sitz in München.
2016 schloss Lanxess den Standort Marl, wo seit den 1970er Jahren EPDM-Kautschuk hergestellt wurde; seine Anfänge lagen in den 1930er Jahren, bis zur Installation einer zweiten Linie 1979 lag die Kautschuk-Jahresproduktion bei 18.000 Tonnen.
Anfang des Jahres 2020 schloss Lanxess den Verkauf seines Geschäfts mit Chromchemikalien an Brother Enterprises, einem chinesischen Hersteller für Lederchemikalien, ab. Zu Beginn des Jahres 2021 trennt sich der Konzern vom Geschäft mit Umkehrosmose-Membranen. Käufer ist das französische Unternehmen Suez.
Zum 1. Juni 2021 verkaufte Lanxess den Geschäftsbereich der organischen Lederchemikalien an die TFL Ledertechnik GmbH.
Zum 1. April 2023 wurde der Geschäftsbereich High Performance Materials in ein Joint Venture für Hochleistungskunststoffe mit dem Private-Equity-Unternehmen Advent eingebracht, das unter dem Namen Envalior firmiert und an dem Lanxess rund 40 % halten wird.

### Akquisitionen
Im Laufe seiner Geschichte übernahm Lanxess verschiedene Unternehmen. 2008 wurden das brasilianische Kautschukunternehmen Petroflex übernommen, welches später in Lanxess Elastomeros do Brasil umbenannt wurde. Für 82,4 Millionen Euro kaufte Lanxess am 8. Juni 2009 das indische Unternehmen Gwalior Chemical Industries Ltd und erwarb außerdem die Produktionsanlagen und Geschäfte der Jiangsu Polyols Chemical Co Ltd (China). Mitte Dezember 2010 kaufte Lanxess von der niederländischen DSM das Geschäftsfeld DSM Elastomers für 310 Millionen Euro. Die Übernahme wurde am 1. Mai 2011 abgeschlossen. 2011 wurden die argentinische Darmex S. A., das Reifentrennmittelgeschäft der Wacker Chemie AG, das amerikanische Unternehmen Verichem und Unitex Chemical Corporation übernommen. 2016 wurde zusammen mit Saudi Aramco das Gemeinschaftsunternehmen ARLANXEO für synthetischen Kautschuk gegründet, das 2018 vollständig an Saudi Aramco verkauft wurde. Zum 31. August 2016 schloss Lanxess die Akquisition des „Clean and Disinfect“-Geschäfts vom US-amerikanischen Chemiekonzern Chemours ab.
Am 21. April 2017 schloss Lanxess die Übernahme des US-amerikanischen Unternehmens Chemtura ab. Er wurde dem Geschäftsbereich Rhein Chemie (Kautschuk und Farbmittel) zugeordnet. Die 100%-Tochter Rhein Chemie mit Sitz in Mannheim, die vor Lanxess zu Bayer gehört hatte, hatte 2014 ihr 125-jähriges Bestehen gefeiert. Sie ist seit den 1950er Jahren im Bereich von Kautschuk bekannt, im Kunststoff-Sektor entwickelte sie Anfang der 1970er Jahre die ersten Hydrolyseschutzmittel für Polyurethane (Stabaxol).
Anfang 2018 kauft Lanxess das Phosphoradditiv-Geschäft vom belgischen Chemiekonzern Solvay. Der brasilianische Biozidhersteller IPEL wurde 2020 übernommen. Im Februar 2021 übernimmt Lanxess den Biozid-Spezialisten Intace mit Sitz in Paris. Es handelt sich um einen Hersteller von Spezial-Fungiziden für die Verpackungsindustrie. Im August 2021 fand die Übernahme des amerikanischen Spezialchemikalien-Herstellers Emerald Kalama Chemical statt.

## Unternehmen
Das Kerngeschäft bilden Entwicklung, Herstellung und Vertrieb von Zwischenprodukten, Additiven, Spezialchemikalien und Kunststoffen.
Das Unternehmen ist in vier Geschäftsbereiche gegliedert. Mit seinem Geschäftsbereich Advanced Intermediates vertreibt Lanxess industrielle Zwischenprodukte wie Benzolderivate oder Amine sowie anorganische Pigmente. Der Geschäftsbereich Engineering Materials vertreibt Kunststoffe, während der Bereich Specialty Additives sich mit Additiven für die Kunst- und Schmierstoffindustrie befasst. Der Bereich Consumer Protection vertreibt verbrauchernahe Stoffe, zum Beispiel Duftstoffe, Konservierungsmittel, Desinfektionsmittel, Ionenaustauscherharze oder Pestizide.
Das Unternehmen ist in 33 Ländern vertreten und unterhält 12 Standorte in Deutschland. 2013 verlegte Lanxess seinen Hauptsitz aus Leverkusen nach Köln, in den angemieteten Hochhausteil des MaxCologne, der inzwischen auch als Lanxess Tower bezeichnet wird. Außerdem ist Lanxess Namenssponsor der Lanxess Arena.

## Kritik
Lanxess führte über Jahre Umlagen nach dem Erneuerbare-Energien-Gesetz (EEG) nicht ab. Lanxess griff dabei auf ein sogenanntes Scheibenpachtmodell zurück, das eine Gesetzeslücke ausnutzt, um die EEG-Umlage zu umgehen.